# Harar
Harar (somalski: Adari) je grad u Etiopiji, glavni grad regije Harari, jedne od devet etničkih regija (kililoch). Ovaj povijesni grad leži na brežuljku, na istočnom kraku Etiopske visoravni oko 500 km od Adis Abebe na visini od 1885 metara.
Prema podacima Etiopske centralne statističke agencije iz 2005., Harar je imao 122.000 stanovnika.
Stoljećima je Harar bio glavno trgovačko sjedište, povezan trgovačkim putevima s ostatkom Etiopije, cijelim Rogom Afrike i Arapskim poluotokom.
Povijesno središte grada okruženo zidinama Jugol je uključeno u UNESCO-ov popis svjetske baštine 2006. Po UNESCO-u, to je "četvrti sveti grad islama", sa svojih 82 džamije, od kojih su tri iz 10. stoljeća, i 102 svetišta.
Harar je poznat i po istoimenoj vrsti kave.

## Povijest
Harar je osnovan negdje između 7. i 11. stoljeća (ovisno o izvorima) i razvio se kao središte islamske vjere i kulture Roga Afrike.
Harar je bio dio Sultanata Adal (u vrijeme kad je on bio vazal Etiopije), postao je sjedište Sultanata za Abu Bakr ibn Muhammada 1520. godine. Za vrijeme vladavine Ahmada Granja u 16. st., Sultanat je pokrenuo veliki osvajački rat, kojim je znatno povećao svoj teritorij. U jednom trenutku Granj je čak bio blizu toga da uništi etiopsko kršćansko carstvo. Njegov nasljednik, Emir Nur ibn Mujahid, izgradio je gradske zidine, 4 metra visoke, s pet ulaznih vrata. Zid stanovnici zovu Jugol, još uvijek je netaknut, i simbol je grada grada Harara.
16. stoljeće bilo je zlatno doba Harara. To je bilo vrijeme procvata lokalne kulture, mnogi pjesnici živjeli su i djelovali u gradu. Harar se pročuo po svojoj kavi, tkanju, košarama i uvezivanju knjiga. Vladari Harara kovali su vlastiti novac od 1789. godine do 19. stoljeća
Grad je uspio sačuvati nezavisnost sve do 1875., kad ga je osvojio Egipat. Tijekom ovog razdoblja u Hararu je živio i slavni francuski pjesnik Arthur Rimbaud (on se tad bavio puno prozaičnijim poslom - trgovinom) - njegova bivša kuća pretvorena je u muzej. Nakon deset godina, Harar je ponovno nezavisan, ali to je potrajalo svega dvije godine, do 6. siječnja 1887. kada je nakon Bitke kod Chelenka Harar potpao pod vlast etiopskog Negusa Menelika II.
Harar je izgubio na svojoj trgovačkoj važnosti izgradnjom željezničke pruge Adis Abeba  - Djibouti 1902. Isprava je pruga trebala ići kroz Harar, ali je trasa skrenutu sjeverno od planina između Harar i rijeke Avaš zbog uštede. Tako je nastala Dire Dawa, kao Novi Harar.
Od 1995. godine, grad i njegova okolica postali su Etiopska regija (Kilil)) s vlastitom samoupravom. Vodovod kojim bi se trebala dovesti voda iz obližnjeg grada Dire Dawe je još uvijek u izgradnji.

## Stanovništvo
Stanovništvo Harara je sastavljeno od nekoliko Afroazijskih jezičnih i etničkih skupina (Oromo, Somalci, Amharci, Gurage, Tigré) oni su pripadnici dvije vjere: Islama i Kršćanstva. 
U starom povijesnom središtu, opasanom zidinama, prevladava autohtono stanovništvo grada Harari. Oni sebe zovu Gej Usu ("stanovnici grada"). Harari su semitski narod, za njih se pretpostavlja da su potomci vojnih i trgovačkih kolonija Kraljevstva Aksum iz Jemena. Harari jezik, kojim govore je semitski džep u pretežno Kušitskom govornom području. 

## Gradske znamenitosti
U povijesnom dijelu grada ima čak 110 džamija, i mnogo svetišta, koji su koncentrirane oko trga Feres Magala. Poznate građevine su; Katedrala Medane Alem, Kuća Ras Mekonnena, Kuća Arthura Rimbauda i džamija Jami iz 16. stoljeća. Kao u svakom orijentalnom gradu tako je u Hararu tržnica atrakcija.
Od industrije Harar ima pivovaru, koja sponzorira lokalni nogometni klub Harar.
Ostala mjesta od interesa su Amba (brdo poput stošca), Planina Kondudo (planina "W"), na kojoj žive ugroženi divlji konji.

## Vanjske poveznice
- O Hararu na portalu 13suns (Etiopski turizam) (engl.)
- Connecting Hararis World Wide on the web (engl.)
- Ethiopian Treasures - Harar  Arhivirana inačica izvorne stranice od 29. travnja 2010. (Wayback Machine) (engl.)
- Regulatorna osnova Harara iz 1936.
- Fotografije Pascala Meuniera